# Ossas-Suhare
Ossas-Suhare ist eine französische Gemeinde mit 89 Einwohnern (Stand 1. Januar 2022) im Département Pyrénées-Atlantiques in der Region Nouvelle-Aquitaine (vor 2016: Aquitanien). Die Gemeinde gehört zum Arrondissement Oloron-Sainte-Marie und zum Kanton Montagne Basque (bis 2015: Kanton Tardets-Sorholus).
Der Name in der baskischen Sprache lautet Ozaze-Zühara. Die Einwohner werden entsprechend Ozaztar und Züharar genannt.

## Geographie
Ossas-Suhare liegt ca. 30 km westlich von Oloron-Sainte-Marie in der historischen Provinz Soule im französischen Teil des Baskenlands.
Umgeben wird Ossas-Suhare von den Nachbargemeinden:
|           | Idaux-Mendy Menditte                        | Sauguis-Saint-Étienne |
| Aussurucq | Kompassrose, die auf Nachbargemeinden zeigt | Trois-Villes          |
|           | Camou-Cihigue                               | Alos-Sibas-Abense     |

Ossas-Suhare liegt im Einzugsgebiet des Flusses Adour am linken Ufer des Saison, einem Nebenfluss des Gave d’Oloron. Zuflüsse des Saison, der Charoko Erreka und der Ruisseau Guéchala mit seinem Nebenfluss, dem Ossinague Erreka, durchqueren das Gebiet der Gemeinde.

## Geschichte
Eine frühe Inbesitznahme des Landstrichs während des Jungpaläolithikums durch Menschen wird durch den Fund einer Grotte deutlich. Ossas wird 1178 in den Schriften erstmals erwähnt, Suhare um 1327. Am 14. Juni 1845 haben sich die ehemaligen Gemeinden Ossas und Suhare zur neuen Gemeinde Ossas-Suhare zusammengeschlossen.
Toponyme und Erwähnungen von Ossas waren:
- Osaas und Osas (12. Jahrhundert),
- Osas (13. Jahrhundert, Manuskriptsammlung von André Duchesne, Band 114, Blatt 36),
- Ossas (1750 und 1793, Karte von Cassini bzw. Notice Communale),
- Ossus (1801, Bulletin des lois) und
- Ossas (1863, Dictionnaire topographique Béarn-Pays basque).[5][4][6][7]

Toponyme und Erwähnungen von Suhare waren:
- Souer (1327),
- Soner und Zuhare (1337),
- Suhare (1690) und
- Suhare (1750, 1793 und 1801, Karte von Cassini, Notice Communale bzw. Bulletin des lois).[5][6][8]

### Einwohnerentwicklung

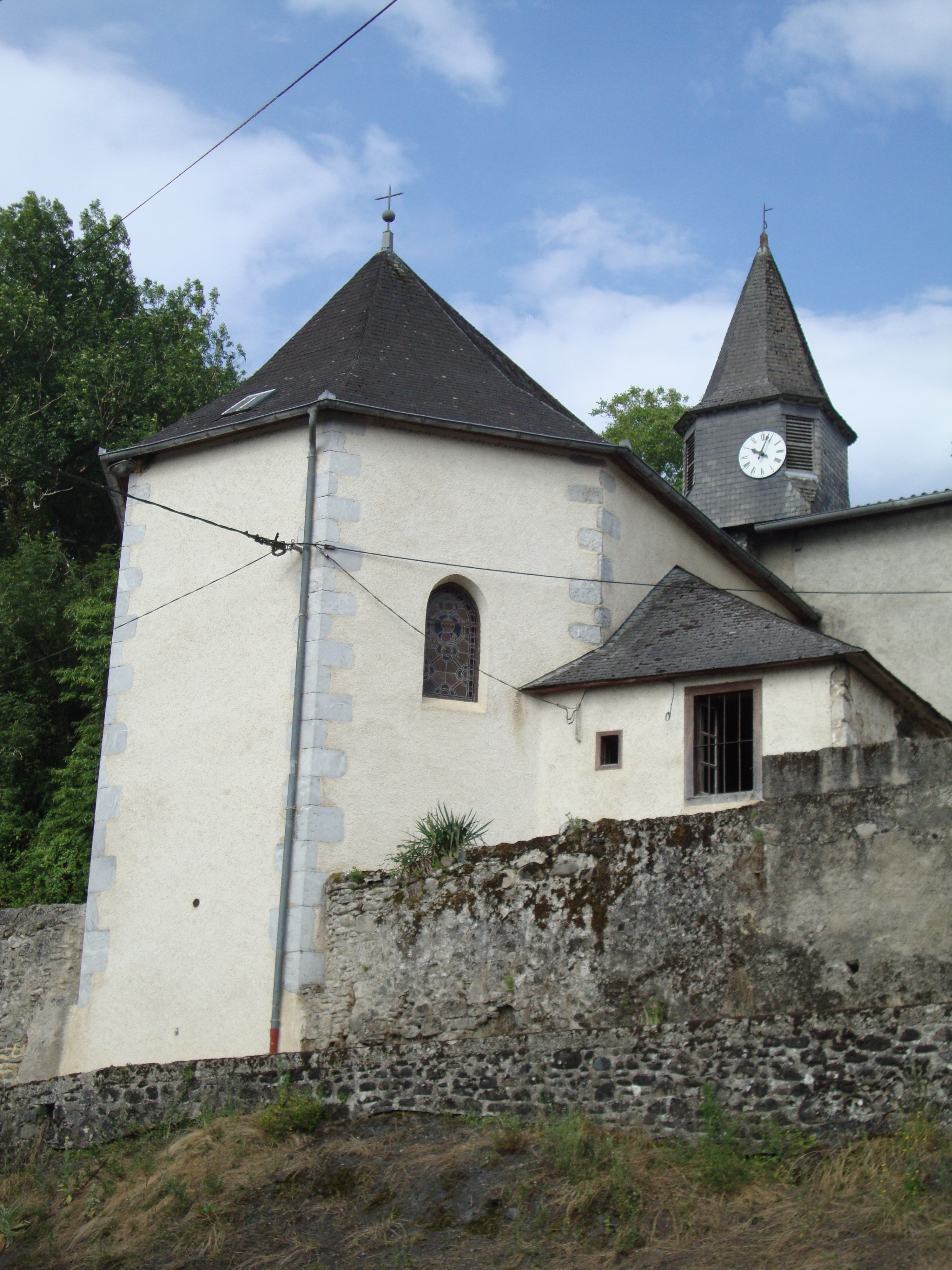
Apsis der Pfarrkirche

Nach einem Höchststand der Einwohnerzahl von rund 450 nach dem Zusammenschluss der beiden ehemaligen Gemeinden Ossas und Suhare im Jahre 1841 reduzierte sich die Zahl bei kurzen Erholungsphasen bis zur Jahrtausendwende auf ein Niveau von rund 90 Einwohnern.
| Jahr      | 1962 | 1968 | 1975 | 1982 | 1990 | 1999 | 2006 | 2009 | 2022 |
| --------- | ---- | ---- | ---- | ---- | ---- | ---- | ---- | ---- | ---- |
| Einwohner | 166  | 156  | 123  | 71   | 100  | 83   | 83   | 81   | 89   |

## Sehenswürdigkeiten
- Pfarrkirche in Ossas, geweiht dem heiligen Cyprian. Sie datiert aus dem 17. Jahrhundert, aber die heutige Kirche ist das Ergebnis einer vollständigen Restaurierung in der zweiten Hälfte des 19. Jahrhunderts. Diese gab der Kirche einen neugotischen Stil, der sich vor allem in der neuen Tür im Eingangsvorbau ausdrückt. In dieser Zeit wurden die Apsis und die Fensteröffnungen des einschiffigen Langhauses ausgebessert und neue Glasfenster mit geometrischen Formen eingesetzt, Werke des Glasmalers Auguste Montaut aus Oloron. 1987 erfuhr die Kirche eine weitere Restauration. Bei dieser Gelegenheit kam eine bislang verborgene Inschrift über dem südlichen Seiteneingang zutage. Sie lautet auf Deutsch „Das französische Volk erkennt das höchste Wesen und die Unsterblichkeit der Seele an“. Der Text entspricht dem des Dekrets vom 7. Mai 1794, bei dem auf Betreiben von Maximilien de Robespierre der Kult des höchsten Wesens einen offiziellen Status bekommen sollte. Dieser Revolutionskult war Ausdruck einer deistischen, d. h. nicht länger rein christlichen Frömmigkeit. Nach dem Sturz Robespierres im Juli 1794 führte der Nationalkonvent die Durchsetzung des Kults nicht weiter fort, und die Inschrift an der Kirche wurde verdeckt.[11][12] Das Altarretabel im Kircheninnern ist aus Holz gearbeitet und in den Farbtönen Purpur und Gold gehalten. Verzierte Säulen strukturieren das Retabel auf zwei Ebenen, das mit mehreren vergoldeten Pflanzenmotiven und zwei Heiligenfiguren ausgeschmückt ist. Der Tabernakel ist aus dem gleichen Holz geschaffen und in das Retabel eingefügt. Zwei Säulen mit verzierten Kapitellen säumen seine Tür, die von einem Flachrelief bedeckt ist, das einen Hostienkelch unterhalb einer Sonne darstellt. Auf dem oberen Teil der Tür ist außerdem das Nomen sacrum IHS zu erkennen. Ein Gemälde mit dem gekreuzigten Christus komplettiert das Gesamtwerk.[13][14] Das Weihwasserbecken der Kirche besteht aus einem kreisrunden Becken, das auf einem Fuß in Form einer Säule ruht. Der Herr wird als Relief mehrfach rund um das Becken dargestellt. Er hält seine rechte Hand offen zum Zeichen der Segnung der Gläubigen.[15] Eine vollkommen erhaltene scheibenförmige Grabstele, Hilarri genannt, ragt neben dem Kirchengebäude auf. Sie ist mit der Jahreszahl „1631“ ihres Entstehens versehen. In der Mitte der Scheibe ist ein großes Tatzenkreuz zu sehen, das eine Ähnlichkeit mit einem Malteserkreuz besitzt. Eine Inschrift in baskischer Sprache umrundet dieses Kreuz.[16]

- Pfarrkirche in Suhare, geweiht Johannes dem Täufer. Sie ist älteren Datums als die Pfarrkirche in Ossas und stammt vermutlich aus dem 16. Jahrhundert. Im Jahre 2003 wurde sie renoviert. Ein barockes Altarretabel schmückt das Innere auch dieser Kirche.[17]

## Wirtschaft und Infrastruktur

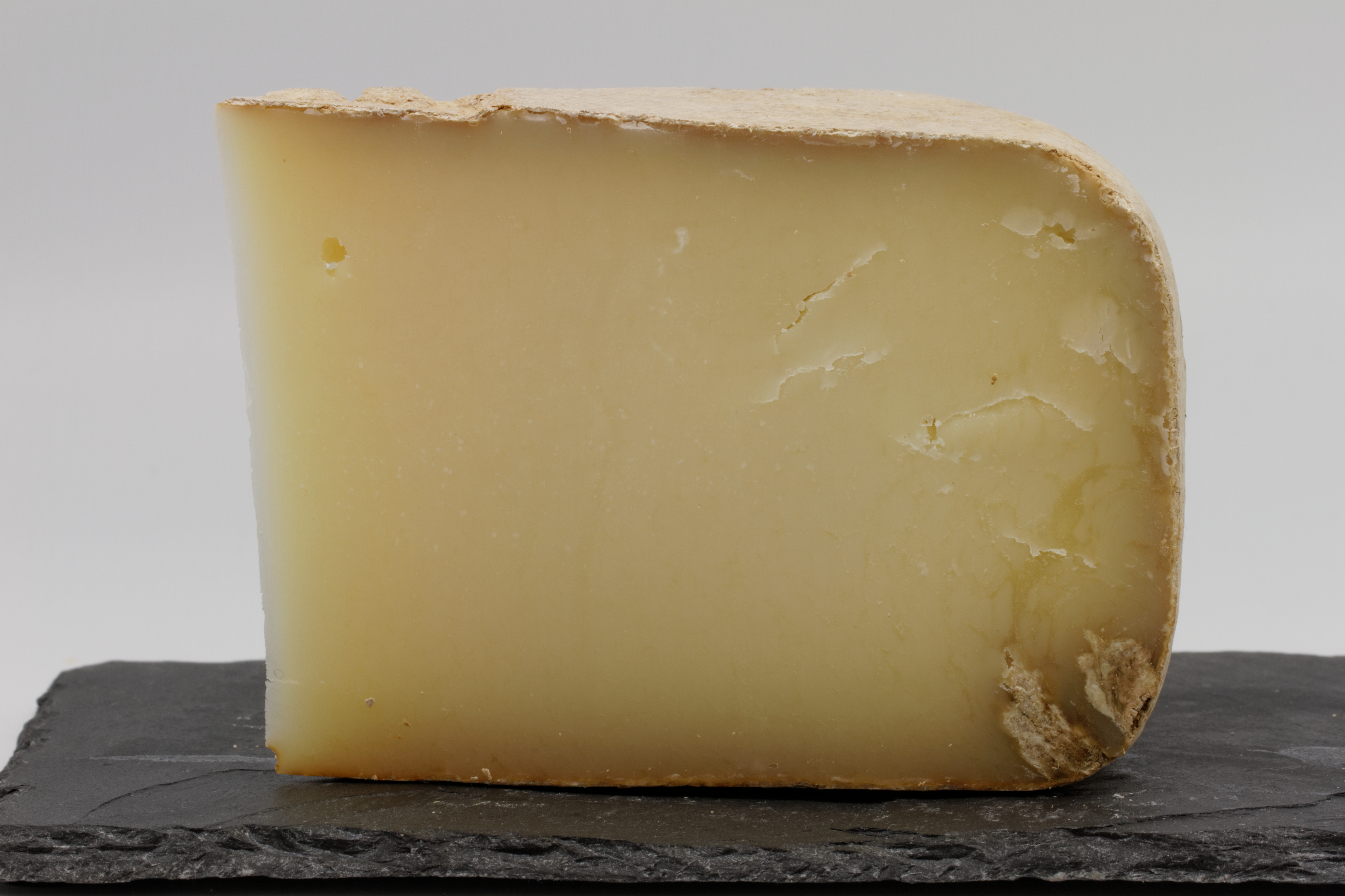
Ossau-Iraty

Die Landwirtschaft mit dem Schwerpunkt auf Rinderzucht und Weidewirtschaft ist traditionell der wichtigste Wirtschaftsfaktor der Gemeinde. Ossas-Suhare liegt in den Zonen AOC des Ossau-Iraty, eines traditionell hergestellten Schnittkäses aus Schafmilch, sowie der Schweinerasse und des Schinkens „Kintoa“.

### Sport und Freizeit
Ein leichter Rundweg mit einer Länge von 11 km und mit einem Höhenunterschied von 260 m führt vom Frontón von Ossas zum Zentrum von Suhare.

### Verkehr
Ossas-Suhare wird durchquert von der Route départementale 149.

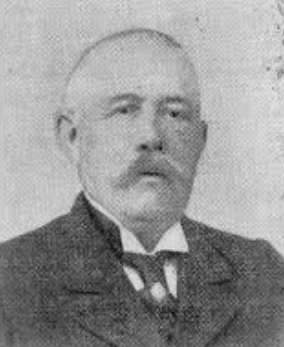
Jean de Jaurgain

## Persönlichkeiten
Jean de Jaurgain, geboren am 16. November 1842 in Ossas, gestorben am 18. März 1920 in Ciboure, war ein baskischer Historiker und Literaturkritiker.